# Клоунада (фільм, 1989)
«Клоунада» — радянський художній фільм-трагікомедія абсурду 1989 року, знята за мотивами творів Данила Хармса. Інтимна сцена в «Клоунаді» була однією з перших у радянському кіно. Фільм офіційно був випущений в лютому 2005 року. Прем'єра фільму відбулася на XI Російському кінофестивалі «Література і кіно» 26 лютого 2005 року напередодні дня народження режисера.

## Сюжет
Трагікомедія абсурду, знята за мотивами творів Данила Хармса (1905—1942). Намагаючись відтворити реалії 1930-х років, на які припав розквіт творчості Хармса, режисер відтворює манеру зйомок, акторської гри того часу і вводить в картину «зістарений» звук. Тим самим йому вдається домогтися максимальної достовірності звучання авторського тексту і допомогти глядачеві зануритися в атмосферу, в якій жив і творив класик абсурду. Це — світ ілюзій, натяків і асоціацій, що відображає потік свідомості творця, який живе в епоху мовчання. Різні твори Даниїла Хармса філігранно зв'язуються в єдине ціле за допомогою якогось персонажа, одягненого в матроський бушлат, який кочує від «випадку» до «нагоди», потрапляючи в різні історії і виходячи неушкодженим з найнеймовірніших ситуацій. Персонаж є милим втіленням революційного матроса в запасі, якими було наповнене російське суспільство на початку 1930-х років. Він цілком добродушний «люмпен», що не позбавлений рис свого класу: нахабства, норовитості, безпардонності і безцеремонністі. У фільмі екранізовані твори Хармса: «Перешкода», «Перемога Мішина», «Григор'єв і Семенов» й інші. Фільм починається і закінчується фігурою оповідача. Він безсловесним спостерігачем переміщається в просторі кадру, часто заглядаючи прямо в очі глядачеві. В кінці фільму оповідач тікає від нас, як би злякавшись або глядача, або реальності, в якій цей глядач живе.

## У ролях
- Дмитро Шибанов — головна роль
- Наталія Суркова — другорядна роль
- Олексій Захаров — другорядна роль
- Вікторія Злотникова — другорядна роль
- Марк Нахамкін — епізод
- Дмитро Фролов — епізод
- Євген Сухоненко — епізод

## Знімальна група
- Режисер —  Дмитро Фролов
- Сценарист —  Дмитро Фролов
- Оператор —  Дмитро Фролов